# Kameny nekonečna
Kameny nekonečna jsou významnou částí fiktivního světa Marvel Cinematic Universe; hrají důležitou roli v několika filmech. Jedná pozůstatky šesti singularit, které existovaly před Velkým třeskem a po Velkém třesku byly rozptýlené po celém vesmíru. Každý ze šesti Kamenů ovládá jednu část existence: prostor, čas, moc, mysl, realitu a duši. Kameny nekonečna jsou založeny na Drahokamech nekonečna z komiksů Marvel Comics.

## Historie
Ve filmu Strážci Galaxie Sběratel vysvětluje, že Kameny nekonečna jsou pozůstatky singularit, které existovaly před Velkým třeskem a byly poté rozptýlené do vesmíru. Ve filmu Avengers: Infinity War Wong a doktor Strange dále vysvětlují, že každý Kámen nekonečna ztělesňuje a řídí jeden z aspektů existence.
Ve filmu Avengers se v závěrečné scéně ukáže Thanos, který se rozhodne shromáždit Kameny a použít je k vymazání poloviny veškerého života ve vesmíru za účelem zachránit vesmír před vyhynutím. Nejprve požádá Lokiho, aby mu shromáždil Kameny. Poté co Loki selže, požádá Thanos Ronana, aby mu je shromáždil. Ten ale také selže a proto se Thanos rozhodne, že si je najde sám. Po sesbírání všech Kamenů a válce s Avengers použije Thanos Kameny, a vymaže tak polovinu všeho živého ve vesmíru (Problik).
Po pěti letech od Probliku se Avengers ve filmu Avengers: Endgame vydají do minulosti přes Kvantovou říši, aby získali alternativní verze Kamenů nekonečna, což jim umožní zvrátit Problik. Alternativní verze Thanose z roku 2014 je však sleduje s pomocí kybernetických částí Nebuly až do současnosti. Proto se Thanos rozhodne využít Kvantovou říši, aby se dostal do roku 2023 a zničil celý vesmír a vytvořil nový, vděčný vesmír. Během následné bitvy mezi Thanosem a Avengers se Tony Stark obětuje a s pomocí Kamenů nekonečna vymaže Thanose a jeho armádu. Steve Rogers později vrátí Kameny nekonečna do okamžiků odkud je Avengers vzali, aby nevznikly alternativní časové linie.
V předposlední epizodě WandaVision je ukázán okamžik, kdy Hydra experimentovala na Wandě s Kamenem mysli. To vedlo k tomu, že Wanda získala své schopnosti a magii.
V první epizodě seriálu Loki se pokusí Loki získat Kámen prostoru, ale zjistí, že v organizaci Time Variance Authority (TVA) Kameny nefungují.

## Seznam Kamenů nekonečna
| Název          | Schopnost                                        | Barva    | Objekt, místo                           |
| -------------- | ------------------------------------------------ | -------- | --------------------------------------- |
| Kámen prostoru | Uživatel se může teleportovat na jakékoliv místo | modrá    | Tesserakt                               |
| Kámen času     | Ovládá čas                                       | zelená   | Oko Agamottovo                          |
| Kámen moci     | Poskytne uživateli nadpřirozenou sílu            | fialová  | Orb                                     |
| Kámen mysli    | Ovládá mysl                                      | žlutá    | Lokiho žezlo, Vision                    |
| Kámen reality  | Mění realitu                                     | červená  | Aether                                  |
| Kámen duše     | Dokáže ovládnout duši                            | oranžová | schránka Adama Warlocka, planeta Vormir |

### Kámen prostoru
Kámen prostoru se poprvé objevil v potitulkové scéně ve filmu Thor, kde Nick Fury ukázal neznámý předmět vědci Eriku Selvigovi, aby ho prozkoumal. Ve filmu Captain America: První Avenger, ukradne Red Skull Tesseract z kostela a použije ho k pohonu zbraní Hydry během druhé světové války. Později, po bitvě mezi Redskullem a Rogersem se Teserakt spolu s Rogersem zřítí do moře.
Ve filmu Captain Marvel vyšlo najevo, že doktorka Wendy Lawsonová se v roce 1989 pokusila pomocí Teseraktu odemknout cestování rychlostí světla, aby pomohla Skrullům najít nový domov, ale byla neúspěšná. To však vedlo k tomu, že Carol Danversová získala díky Kameni nadpřirozenou sílu, schopnost letu a schopnost generovat energetické výboje. Danversová nakonec Teserakt předá S.H.I.E.L.D.u.
Ve filmu Avengers je prokázáno, že Teserakt je schopen generovat červí díry, poté, co ho Loki ukradne ze S.H.I.E.L.D.u a použije ho k přepravě armády Chitauri do New Yorku ve snaze dobýt Zemi. Poté, co Avengers odrazili invazi, Thor vrátil Teserakt do Asgardu. Ve filmu Thor: Ragnarok Loki ukradne znovu Teserakt před zničením Asgardu. Ve filmu Avengers: Infinity War dá Loki Thanosovi Teserakt, aby zachránil Thorův život. Thanos poté rozdrtí Teserakt, aby získal kámen a aby mohl využít jeho schopnosti. Poté, co Thanos úspěšně vyhladí polovinu veškerého života ve vesmíru, je vesmírný kámen zničen, aby se zabránilo dalšímu použití.
Ve filmu Avengers: Endgame cestuje Stark, Rogers, Lang a Banner zpátky v čase do bitvy o New York v alternativním roce 2012, kdy se Stark a Lang pokusí ukrást alternativní verzi Teseraktu, ale Hulk z roku 2012 srazí Starka na zem a odhodí Teserakt. Ten je vzat Lokim, který jej použije k otevření červí díry a útěku. Stark a Rogers poté cestují do alternativního roku 1970, aby si vzali verzi Teseraktu z roku 1970. Kámen prostotu z roku 1970 je použit k zrušení Probliku a k rozpadu alternativního Thanose. Rogers později vrátí kámen z roku 1970 zpátky.
V seriálu Loki je Teserakt z roku 2012 zabaven organizací TVA poté, co zatkli Lokiho.

### Kámen času
Kámen času pochází od prvního čaroděje Agamotta, mistra mystických umění. Kámen se nachází v Oku Agamottovu a má schopnost manipulovat s časem.
Ve filmu Doctor Strange, najde Strange Oko Agamottovo a později ho použije k záchraně Země před Dormammuem tím, že ho uvězní v časové smyčce, dokud démon neopustí Zemi. Strange poté vrátí Oko Agamottovo do Kamar-Taj v Nepálu. Ve filmu Thor: Ragnarok jej má Strange opět u sebe.
V Avengers: Infinity War se Maw pokouší ukrást Oko Agamottovo, ale jeho plán je zmařen Tonym Starkem, Peterem Parkerem a Wongem. Později, na planetě Titan, Strange pužije Kámen času k nahlédnutí do budoucnosti, aby zjistil v kolika verzích vyhrají na Thanosem. Aby zajistil budoucnost, Strange se vzdá Kamene času, dá ho Thanosovi, aby zachránil Starka. Během konfrontace ve Wakandě použije Thanos Kámen času k obnovení Kamene mysli. Poté, co Thanos úspěšně vyhladí polovinu veškerého života ve vesmíru, je Kámen času zničen, aby se zabránilo dalšímu použití.
Ve filmu Avengers: Endgame cestoval Bruce Banner zpět v čase do alternativního roku 2012, aby našel Kámen času. Po rozhovoru s Prastarou (v originále Ancient One) se Kámen času vezme do roku 2023. Po získání všech Kamenů je Avengers použijí k zvrácení Probliku a poté k vymazání Thanose a jeho armády. Rogers později vrátí Kámen času zpět do roku 2012.

### Kámen moci
Kámen moci zvyšuje sílu uživatele a díky tomu dokáže zničit celé civilizace. Kámen je však příliš silný na to, aby ho většina smrtelných bytostí zvládla uchopit, protože jeho síla je při kontaktu zničí.
Ve filmu Strážci Galaxie hledá Ronan Orb, ve kterém je Kámen moci, pro Thanose, ale Star-Lord najde Orb dříve a ukradne ho. Později mezi Ronanem a Strážci galaxie dojde k boji ve kterém se Ronan snaží získat Orb. Strážcům Galaxie ale přijde na pomoc rasa Nova Corps, kterým později, po vyhrané bitvě Star-Lord Orb daruje.
Ve filmu Avengers: Infinity War se ukázalo, že Kámen moci byl první, který Thanos získal. Poté, co Thanos úspěšně vyhladí polovinu veškerého života ve vesmíru, zničí Kámen moci spolu s ostatními, aby nemohla být navrácena jeho akce.
Ve filmu Avengers: Endgame cestuje Rhodes a Nebula na planetu Morag, aby získali Kámen moci dříve než Star-Lord. Poté je Kámen z roku 2014 přiveden do roku 2023, aby jej mohli použít ke zvrácení Probliku. Po dlouhé bitvě s Thanosem použije Stark Kámen moci spolu s ostatními, aby vymazal Thanose a jeho armádu. Rogers později vrátí Kámen moci zpět do roku 2014.

### Kámen mysli
Kámen mysli dokáže ovládat mysl, generovat elektrické výboje, poskytnout uživateli znalosti a vytvořit život. Kámen také dokáže zesílit či darovat schopnosti.
Kámen mysli se poprvé objevil ve filmu Avengers, kde byl v Lokiho žezle. Díky němu dokázal Loki ovládnout několik agentů S.H.I.E.L.D.u a Bartona. Později, po Lokiho porážce se žezlo dostalo do rukou vůdce Hydry barona von Struckera, který s ním experimentoval na lidech.
Ve filmu Avengers: Age of Ultron se ukázalo, že jedinými přeživšímu von Struckerových experimentů byli sourozenci Pietro a Wanda Maximovovi, kteří díky tomu získali schopnosti. Poté co Avengers napadli von Struckerovu základnu a vzali si žezlo, odhalili že v žezlu se skrývá Kámen mysli. Později když Stark s Bannerem experimentují s Kamenem mysli, odhalí J.A.R.V.I.S., že v Kameni mysli se skrývá umělá inteligence, která se nazve po Starkovém ochranném programu, Ultron. Když se pokusí Ultron nahrát svou mysl do syntetického těla, do kterého již vložil Kámen mysli, ukradnou Avengers tělo a po krátké hádce do těla nahrají J.A.R.V.I.S.e a vznikne tak android Vision.
Ve filmu Avengers: Infinity War je Vision zraněn při pokusech Thanose získat Kámen mysli. Proto je Vision odvezen do Wakandy, aby mu Kámen odstranili v naději, že by mohl žít bez něj. Během operace, ale vnikne do zařízení jeden z vojáků Thanose. Proto je Wanda později nucena zničit Kámen mysli spolu s Visionem, ale Thanos použije Kámen času, aby Kámen mysli obnovil a mohl si ho vzít. Poté, co Thanos úspěšně vyhladí polovinu veškerého života ve vesmíru, je Kámen mysli zničen.
V Avengers: Endgame se Rogers vrátí do roku 2012, aby získal Kámen z Lokiho žezla. Když je Kámen mysli použit pro vrácení všech, které Thanos vymazal a k zničení Thanose a jeho armády vrátí ho Rogers zpět do roku 2012.

### Kámen reality
Kámen reality má dvě formy: může být kapalina, ale i pevná látka. Kámen se také nazývá Aether a má schopnost měnit realitu, narušit zákony fyziky a vysát život.
Poprvé se objevil ve filmu Thor: Temný svět, když se Malekith pokusil použít Aether ke zničení Devíti říší a návratu vesmíru do stavu před velkým třeskem. Poté, co je Malekith poražen Thorem odevzdá Thor Kámen Sběrateli.
Ve filmu Avengers: Infinity War získá Thanos Kámen a použije ho na Strážce Galaxie, aby mu nemohli odporovat. Později, když Thanos vyhladí polovinu života ve vesmíru, zničí Kámen spolu s ostatními, aby nemohli být použity ke zvrácení Probliku.
V Avengers: Endgame cestuje Thor a Rocket do Asgardu, aby získali Aether z roku 2013. Poté vezmou Kámen zpět do roku 2023 aby zvrátili Problik a vymazali Thanose. Rogers později vrátí Kámen zpět do Asgardu do roku 2013.

### Kámen duše
Kámen duše má schopnost manipulovat s duší a podstatou člověka, dokáže ovládat život a smrt a obsahuje vlastní dimenzi, tzv. Soulworld (v překladu Svět duše).
Kámen duše se poprvé objevil v jedné z potitulkových scén filmu Strážci Galaxie Vol. 2 v objektu, který Velekněžka Ayesha nazvala "Adam". Kámen se také objevil ve filmu Avengers: Infinity War, kde Thanos obětoval svou adoptivní dceru Gamoru, přesně podle pravidel které mu sdělil Redskull, aby dostal Kámen duše. Později, když Thanos použije Kámen duše spolu s ostatními, aby vymazal polovinu veškerého života je přenesen do Soulworldu, kde potká mladou Gamoru. Stejně jako všechny ostatní Kameny je i Kámen duše zničen po použití po Probliku.
Ve filmu Avengers: Endgame cestuje Romanovová a Barton na planetu Vormir, kde se nachází Kámen duše. Po dlouhém boji kdo se obětuje pro Kámen duše se nakonec obětovala Romanovová a skočila ze skály, aby Barton dostal Kámen duše a vrátil se s ním do roku 2023. Po Starkově lusknutí prsty se Stark ocitne v Soulworldu, kde potká svou dceru, ale tato scéna byla z filmu vystřižena. Později vrátí Rogers Kámen duše zpět na Vormir.

## Výskyt

### Filmy
- Thor – Kámen prostoru
- Captain America: První Avenger – Kámen prostoru[12]
- Avengers – Kámen prostoru a mysli
- Thor: Temný svět – Kámen reality
- Strážci Galaxie – Kámen moci
- Avengers: Age of Ultron – Kámen mysli, moci, reality a prostoru[13]
- Captain America: Občanská válka – Kámen mysli[14]
- Doctor Strange – Kámen času
- Thor: Ragnarok – Kámen prostoru a času
- Avengers: Infinity War – všechny Kameny
- Captain Marvel – Kámen prostoru
- Avengers: Endgame – všechny Kameny

### Seriály
- WandaVision – Kámen mysli
- Loki – všechny Kameny[15]
- Co kdyby…? – všechny Kameny[16]